# Vismia sessilifolia
Vismia sessilifolia är en johannesörtsväxtart som först beskrevs av Jean Baptiste Christophe Fusée Aublet, och fick sitt nu gällande namn av Jacques Denys Denis Choisy. Vismia sessilifolia ingår i släktet Vismia och familjen johannesörtsväxter. Inga underarter finns listade i Catalogue of Life.